# Вулиця Шевченка (Кропивницький)
Вулиця Шевченка — одна з центральних вулиць у місті Кропивницькому, названа на честь Тараса Шевченка.
Вулиця доволі протяжна, розташована в Подільському районі, пролягає від вулиці Світлої у Великій Балці до вулиці Медвєдєва (на межі Ковалівки). Перетинають вулиці Олександра Матросова, Далекосхідна, Чайковського, Галушкіна, Воронцовська, Сєдова (всі — у Великій Балці), Олександрійська, Петропавлівська, Кропивницького, Карабінерна, Архангельська, у центральній частині міста — Михайлівська, Арсенія Тарковського, Пашутінська, Велика Перспективна, В'ячеслава Чорновола, надалі від неї відходять у напрямку до Інгула вулиці Володимира Панченка та Шульгиних.

## З історії вулиці
Історія виникнення вулиці бере свій початок, імовірно, від 1755 року — са́ме тоді по всій імперії вшановували пам'ять 30 років тому померлого Петра І (Романова). Відтак одна з вулиць у провінційному Єлисаветграді дістала назву Петрівська.
Основою культурної спадщини цього району цілому є освіта. В минулому рівень освіти старого Єлисаветграда був якнайкращим. Гімназії, училища, спеціальні середні заклади, народні школи, малювальні класи, музичні школи. Загальний рівень грамотності того часу віддзеркалює вельми значна, як на ті часи цифра — 58 %. Імена вихованців місцевих шкіл говорять самі за себе: В.Винниченко, Г.Лангемак, Є.Маланюк, К.Шимановський. Саме в районі нинішньої вулиці Шевченка була зосереджена чи не найбільша кількість навчальних закладів. У середині 19 століття у одному з будинків на вулиці Петрівській вдова військового Некрасова організувала музичний салон та драматичний гурток. Згодом на цій вулиці було відкрито жіночу гімназію. Основні забудови, котрі були побудовані у дореволюційний час, не збереглись до сьогодні. Деякі, що збереглись знаходяться у поганому стані. З тих часів збереглось декілька приміщень аптек, три- та чотириповерхові громадські забудови.
Цю назву вулиця мала до 1926 року, коли у зв'язку із 65-річчям від дня смерті українського класика Тараса Шевченка вулицю перейменували, й вона почала називатися так, як відома і в наш час — вулиця Шевченка.

## Транспорт
До початку 2000-х тролейбус: № 3 (зупинки: «Бібліотека ім. Гайдара», «КДПУ»), наразі маршрут №7, маршрутні таксі і автобуси комунального підприємства.

## Об'єкти
На вулиці Шевченка розташовано чимало об'єктів міської інфраструктури, соціального призначення, освіти та культури:
- буд. № 1 — Центральноукраїнський державний педагогічний університет імені Володимира Винниченка[2] і комунальний заклад «Педагогічний ліцей» Кіровоградської міської ради Кіровоградської області;
- буд. № 5/22 — дитяча бібліотека ім. Т. Шевченка;
- буд. 21/27 — Економіко-технологічний інститут імені Роберта Ельворті[3];
- буд. 32/32 — Соціально-педагогічний інститут «Педакадемія»;
- буд. 36 — Кіровоградська дитяча міська поліклініка № 1 та Кіровоградська міська стоматологічна поліклініка № 1[4];
- буд. 41а — Дошкільний навчальний заклад (ясла-садок) № 2 «Ятранчик»;
- буд. 42 — Кіровоградський обласний лікарсько-фізкультурний диспансер.

Також на вулиці розташовані численні магазини, заклади харчування, аптеки тощо.
На вулиці є низка цікавих будівель-історико-архітектурних пам'яток:
- буд. 1 — будівля колишньої громадської жіночої гімназії (1902—04, арх. О. Л. Лишневський); нині центральний корпус ЦДПУ ім. В. Винниченка;
- буд. 3 — будівля колишньої Єлисаветградської чоловічої гімназії (тепер штаб і служби МНС), славної своїми випускниками (про декількох сповіщають меморіальні дошки); у цьому ж будинку в 1922 році з промовою виступав радянський політичний діяч М. В. Фрунзе (цьому також присвячена окрема лабрадоритова табличка на фасаді будинку);
- буд. 34 — на цьому місці 1847 року виступав відомий угорський композитор Ференц Ліст (меморіальна дошка на будинку).

По вулиці Шевченка встановлено декілька пам'ятників:
- пам'ятник Тарасові Шевченку — перед будівлею Кропивницької обласної бібліотеки для дітей ім. Т. Г. Шевченка (буд. 5/22). Автори — скульптори М. К. Вронський і А. Гончар та архітектор А. Губенко (1982);
- поряд з будівлею колишньої чоловічої гімназії (буд. № 3) відразу декілька пам'ятників:
  - пам'ятник Невідомому радянському воїнові (1956);
  - пам'ятний знак на честь визволення міста від фашистських окупантів (стела, арх. Л. Растригін, 1969) та гармата.

Біля пам'ятника Кобзареві розбито невеликий сквер, що носить його ім'я.

## Галерея
|                                                                                  |  |                                          |  | | Колишня чоловіча гімназія               |
| Центральний корпус ЦДПУ ім. В. Винниченка (будівля громадської жіночої гімназії) |  | Пам'ятник невідомому радянському воїнові |  | Пам'ятник Тарасові Шевченку (перед будівлею Кропивницької обласної бібліотеки для дітей ім. Т. Г. Шевченка, буд. № 5/22). | Колишня чоловіча гімназія (Шевченка, 3) |

## Виноски
1. ↑  Вулиця Петрівська — Шевченка // у кн. Матівос Ю. М. Вулицями рідного міста, Кіровоград: ТОВ «Імекс-ЛТД», стор. 15
2. ↑  Офіційний сайт КДПУ ім. В. Винниченка. Архів оригіналу за 17 липня 2006. Процитовано 31 березня 2010.
3. ↑  Офіційний сайт Кіровоградського інституту комерції. Архів оригіналу за 25 жовтня 2018. Процитовано 31 березня 2010.
4. ↑  Медзаклади Кіровоградської області на www.ums.kiev.ua. Архів оригіналу за 26 січня 2010. Процитовано 31 березня 2010.